# Mayflower (hajó)
A Mayflower volt az a híres hajó, amely 1620-ban az angol puritánok első csoportját (zarándokatyák) szállította az angliai Plymouth városából Amerikába, ahol létrehozták az azonos nevű Plymouth kolóniát.
A hajó szeptember 16-án hajózott ki Angliából, és egy kimerítő út után, melyet betegségek nehezítettek, november 11-én horgonyzott le Cape Cod kampós végében (Provincetown kikötő). Eredetileg úgy tervezték, hogy a hajó majd a Hudson folyó torkolatánál köt ki, a mostani New York városánál. Azonban a  Mayflower eltért eredeti útvonalától, ahogy a tél közelgett és inkább a  Cape Cod kikötőben horgonyzott le. Sok történész úgy véli, hogy a partraszállás Cape Cod-nál nem volt véletlen, hiszen az kívül esett az angol Virginia kolónia ellenőrzési területén.
1621. március 21-én minden életben maradt utas, aki a telet a hajón töltötte, partra szállt Plymouthban, és a  Mayflower, április 5-én elindult vissza Angliába. 1624-ben, egy évvel Christopher Jones kapitány halála után, a Mayflowert – valószínűleg rossz állapota miatt – szétbontották Londonban.

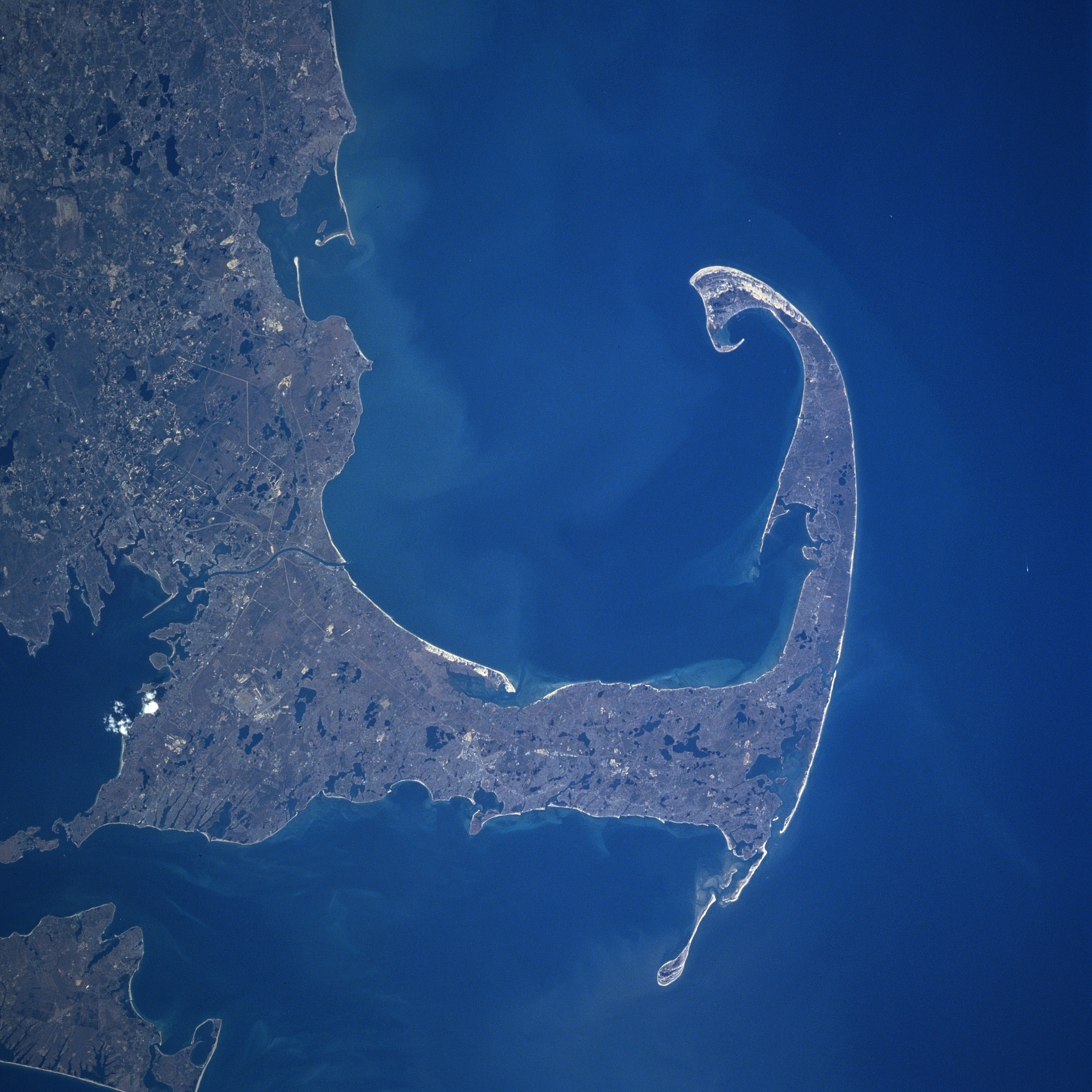
Cape Cod kampójának csúcsához érkezett a Mayflower 1620. november 11-én

## A hajó
A Mayflowert elsősorban áruszállításra használták, mindenféle árucikk (főleg bor) mozgatására Anglia és más európai országok között. A hajó pontos méreteiről nincsenek adatok, de a rakományának súlyából következtetve úgy becsülik, hogy hossza 27–34 méter (90–110 láb), szélessége 7,5 m (25 láb) volt. A hajónak 25-30 fős személyzete lehetett.

## Az utasok
A Mayflower 135 utasa volt az első európai letelepedő Új-Angliában.  Néhány leszármazott sokat fáradozott azon, hogy felkutassa családfáját egészen az első kivándorlókig. A hajó a telet az öbölben horgonyozva vészelte át, az utasok ez időt részben a fedélzeten töltötték, közben élelemért kutatva és lakható otthonok kialakításán fáradozva. A tavaszi indulást a hajó személyzetének csak a fele  élhette meg, amint az Bradford kormányzó jegyzeteiből kiderül.

### Férfiak
- John Allerton?
- Richard Britteridge
- Robert Carter
- James Chilton
- Richard Clarke
- John Crackstone Sr.?
- Thomas English?
- Moses Fletcher?
- Edward Fuller?
- John Goodman
- William Holbeck?
- John Langmore
- Edmund Margesson?
- Christopher Martin
- William Mullins
- Degory Priest
- John Rigsdale
- Thomas Rogers
- Elias Story
- Edward Thompson
- Edward Tilley
- John Tilley
- Thomas Tinker
- John Turner
- William White
- Roger Wilder
- Thomas Williams

### Nők
- Mary (Norris) Allerton
- Dorothy (May) Bradford
- Mrs. James Chilton
- Sarah Eaton
- Mrs. Edward Fuller
- Mary (Prower) Martin
- Alice Mullins?
- Alice Rigsdale
- Rose Standish
- Ann (Cooper) Tilley
- Joan (Hurst) Tilley
- Mrs. Thomas Tinker
- Elizabeth (Barker) Winslow

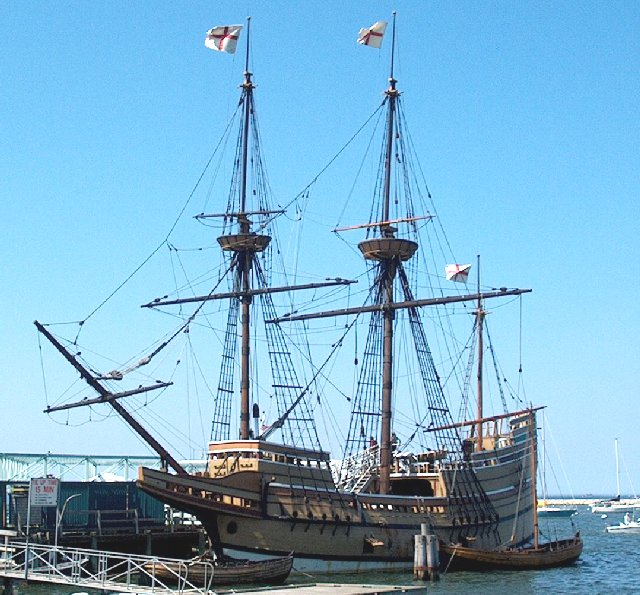
A Mayflower másolata

Gyermekek: William Butten, John Hooke, Ellen More, Jasper More, Mary More, Joseph Mullins?, Solomon Prower, Thomas Tinker fia, John Turner 2 fia